# VA-111 Шквал (швидкісна торпеда)

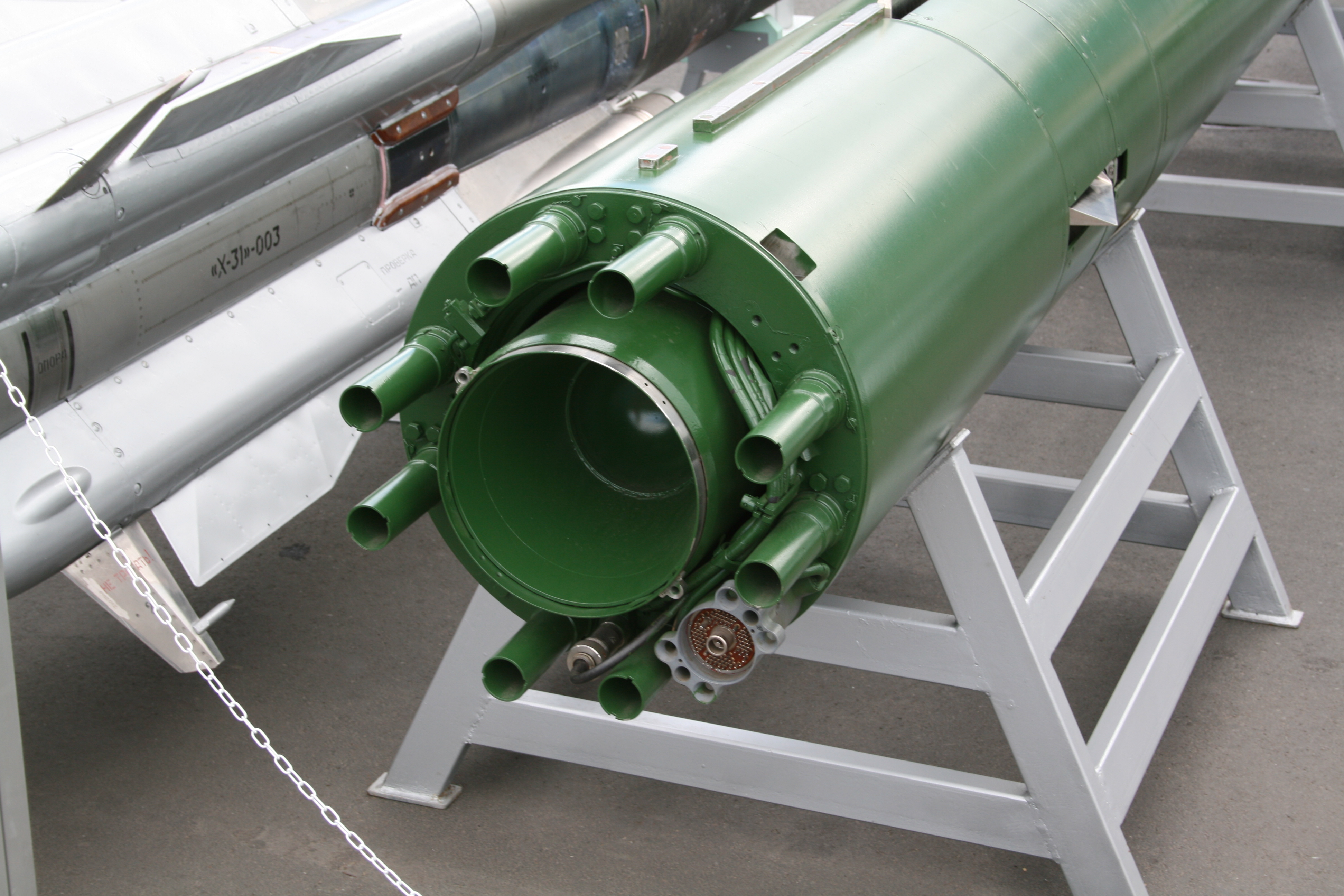

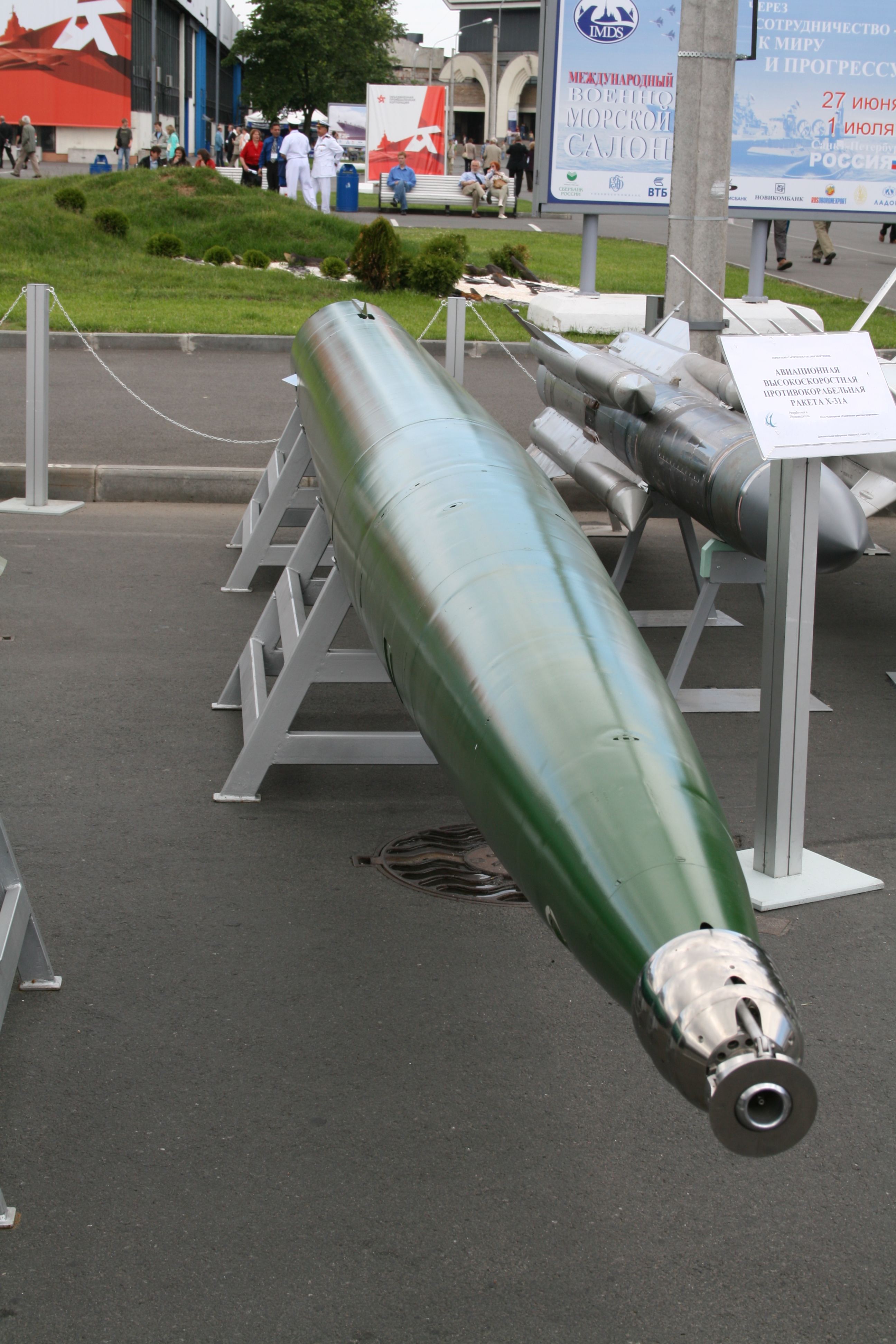
Шквал-Э

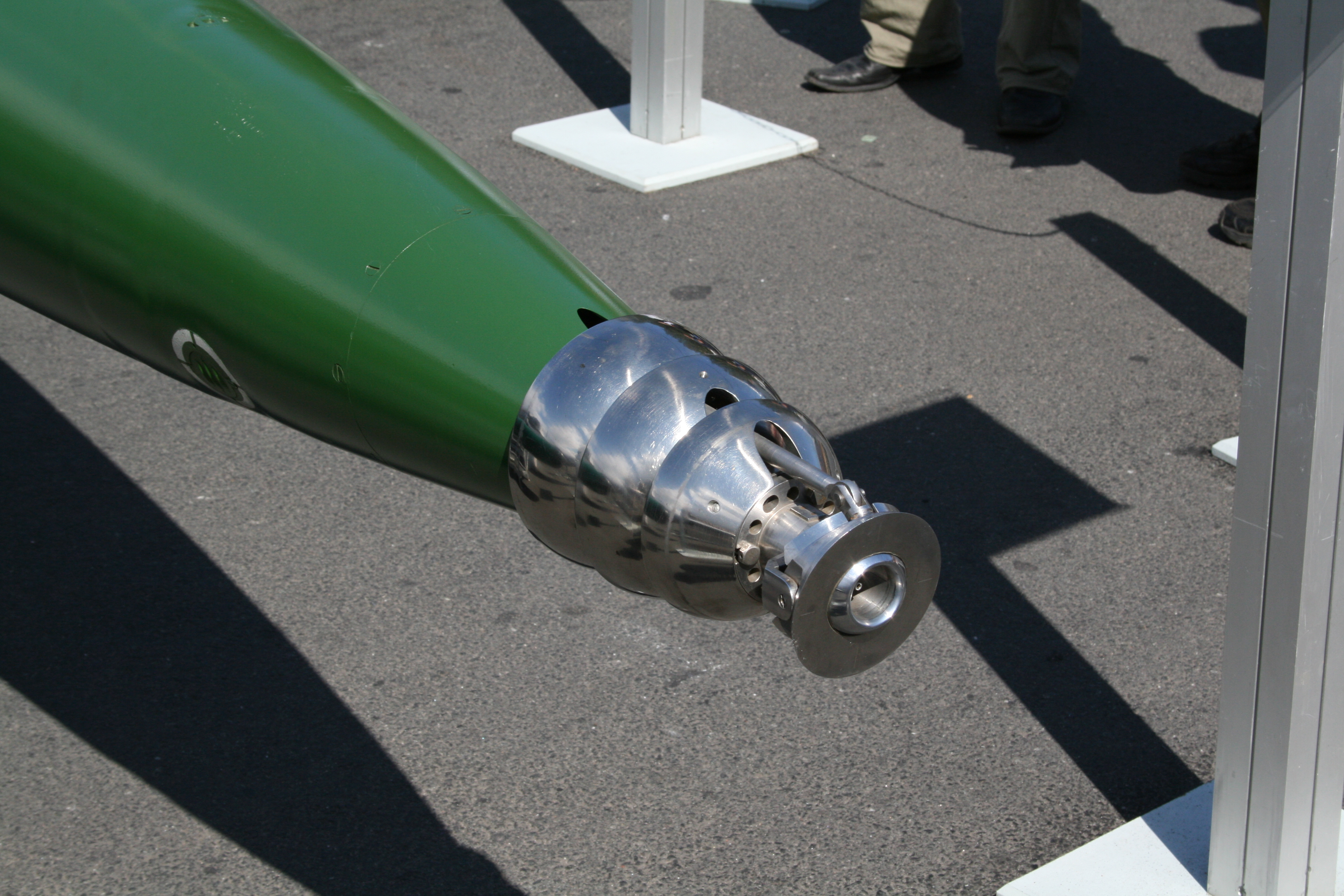

«Шквал» — радянська швидкісна підводна торпеда. Призначена для ураження надводних і підводних цілей. Входить до складу комплексу озброєнь, що розміщується на НК, ПЧ або стаціонарній установці. Іноді, через свою швидкість (300–500 км/год) і умови використання називають підводною ракетою.

## Історія
Розробка почалася в 1960 році. 29 листопада 1977 р. протичовновий комплекс «Шквал» прийняв на озброєння ВМФ. Проєкт розробив колектив під керівництвом академіка АН УРСР Георгія Логвиновича.
Високу швидкість руху торпеди отримали за рахунок застосування підводного реактивного двигуна, що працює на твердому гідрореагуючому паливі, яке забезпечує більшу тягу, і рух ракети в кавітаційній порожнині (повітряному пузирі), що знижує опір води. Перша версія несла ядерну боєголовку в 150 кТ, потім створили варіант зі звичайною боєголовкою. З автономним керуванням, не має самонаведення.
В 1992 році створили експортний варіант — «Шквал-Е». У цій модифікації ракета може вражати тільки надводні цілі і несе звичайний боєзаряд. Є дані про розробку нової моделі «Шквала», із самонаведенням і збільшеним до 350 кг зарядом.
Довгий час не існувало торпеди, що мала б подібну високу швидкість, але в середині 2005 р. Німеччина заявила, що вона має торпеду «Барракуда», що використовує такий же принцип кавітації і має аналогічну швидкість. А в травні 2014 року командувач ВМС Ірану заявив, що Іран також має на озброєнні підводні ракети, що досягають швидкості 320 км/год.

## Виробництво
Торпеду випускають у Киргизстані на державному підприємстві. Нещодавно уряд Росії зажадав 75% акцій заводу в обмін на списання величезного боргу Киргизстану перед Росією.

## ТТХ
- Калібр 533,4 мм
- Довжина 8 метрів
- Вага торпеди 2700 кг
- Потужність боєголовки 150 кт в ядерному варіанті або 210 кг звичайного ВВ
- Маршева швидкість 500 км/год
- Радіус дії: близько 7 км, до 13 км (нова версія). Стара версія — 2 км.

## ТТХ «Шквал-Е»[1]
- Маса, кг — 2700
- Калібр, мм — 533,4
- Довжина, мм — 8200
- Дальність ходу, км — до 10
- Швидкість на марші, м/с — 130–180
- Кут після залпового розвороту, град — ± 20
- Глибина ходу на марші, м — 6
- Тип бойової частини — фугасний
- Маса БЧ (ТНТ еквівалент), кг — не менше 210
- Вид старту — надводний або підводний
- Глибина підводного старту, м — до 30